# Gizem Güven

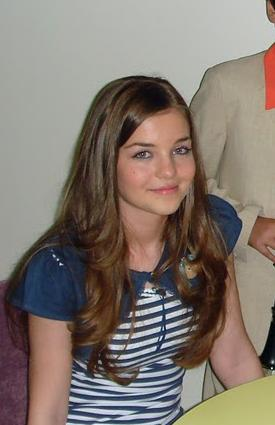
Gizem Güven, 2008

Gizem Güven (* 1. Dezember 1993 in Istanbul) ist eine türkische Schauspielerin.

## Leben und Karriere
Dizdar wurde am 25. Juni 1986 in İzmir geboren. Ihr Debüt gab sie 2002 in İki Arada. Ihren Durchbruch hatte sie in der Fernsehserie Sihirli Annem. Zwischen 2006 und 2009 spielte sie in Selena die Hauptrolle. 2014 trat sie in Yedikule Hayat Yokuşu auf.
Außerdem trat sie 2015 in Ne Münasebet auf. Güven heiratete 2020 den türkischen Fußballspieler Caner Turp. 2022 ließ sich das Paar scheiden.

## Filmografie
- 2002: İki Arada
- 2003–2006: Sihirli Annem
- 2006–2009: Selena
- 2011–2012: Sihirli Annem
- 2014: Yedikule Hayat Yokuşu
- 2015: Ne Münasebet